# Copris elpheneroides
Copris elpheneroides är en skalbaggsart som beskrevs av Felsche 1910. Copris elpheneroides ingår i släktet Copris och familjen bladhorningar. Inga underarter finns listade i Catalogue of Life.